# Ayanda Patosi
Ayanda Patosi (Khayelitsha, 31 oktober 1992) is een Zuid-Afrikaans voetballer. Sinds 2019 speelt hij voor Baniyas SC.

## Clubcarrière

### Jeugd
Ayanda Patosi werd geboren in Khayelitsha, dat deel uitmaakt van Kaapstad. De kleine, vinnige voetballer sloot zich in de Zuid-Afrikaanse hoofdstad aan bij Mighty United dat hij als tiener inruilde voor Vasco da Gama. Nadien speelde hij voor de jeugd van FC Cape Town, waar hij een ernstige enkelblessure opliep. Na een revalidatie van 10 weken werkte hij met succes een testperiode af bij WP United. Vervolgens belandde hij bij de opleidingsschool ASD Cape Town. Op 16-jarige leeftijd mocht Patosi ook testen bij KRC Genk, maar de Limburgers boden hem omwille van zijn jonge leeftijd geen contract aan.

### Lokeren
In 2011 maakte hij met ASD Cape Town een reis door België. Daar werd hij door verscheidene clubs opgemerkt, waaronder RSC Anderlecht en Club Brugge. 
In juli 2011 tekende Patosi bij KSC Lokeren. Het was manager Willy Reynders die hem vastlegde. Reynders kende de opleidingsschool via Anele Ngcongca, die hij in 2007 naar Genk had gehaald. Ook Patosi's landgenoot Ebrahim Seedat maakte in juli 2011 de overstap van ASD Cape Town naar Lokeren.
In tegenstelling tot Seedat brak Patosi wel door bij Lokeren. De jonge middenvelder werd door zijn club omschreven als een "betere versie van Steven Defour" en kwam in zijn eerste seizoen voor de Waaslanders meer dan 20 keer in actie, al kampte hij wel met overgewicht. Hij won dat jaar met Lokeren ook de beker. Een seizoen later ontbolsterde hij volledig. Met enkele knappe doelpunten speelde Patosi zich meermaals in de kijker.
Op 29 januari 2013 werd Patosi geopereerd aan de rechterknie. Hij scheurde een maand eerder zijn voorste kruisband na een trap van Brecht Dejaegere in een wedstrijd tegen KV Kortrijk. Zijn revalidatie zou vier à zes maanden duren, wat betekende dat zijn seizoen voorbij was. In het seizoen 2013/14 keerde hij terug in het elftal van Lokeren; sindsdien bleef Patosi tot het seizoen 2015/16 een vaste waarde in de selectie van Lokeren.

## Clubstatistieken
| Seizoen         | Club            | Land                                  | Competitie              | Competitie | Competitie | Beker | Beker | Europa | Europa | Totaal | Totaal |
| Seizoen         | Club            | Land                                  | Competitie              | Wed.       | Dlp.       | Wed.  | Dlp.  | Wed.   | Dlp.   | Wed.   | Dlp.   |
| --------------- | --------------- | ------------------------------------- | ----------------------- | ---------- | ---------- | ----- | ----- | ------ | ------ | ------ | ------ |
| 2011/12         | KSC Lokeren     | Vlag van België                       | Jupiler League          | 23         | 2          | 3     | 1     | —      | —      | 26     | 3      |
| 2012/13         | KSC Lokeren     | Vlag van België                       | Jupiler League          | 22         | 7          | 1     | 0     | 2      | 0      | 25     | 7      |
| 2013/14         | KSC Lokeren     | Vlag van België                       | Jupiler League          | 31         | 2          | 3     | 0     | —      | —      | 34     | 2      |
| 2014/15         | KSC Lokeren     | Vlag van België                       | Jupiler League          | 28         | 3          | 4     | 1     | 3      | 1      | 35     | 5      |
| 2015/16         | KSC Lokeren     | Vlag van België                       | Jupiler League          | 33         | 7          | 2     | 0     | —      | —      | 35     | 7      |
| 2016/17         | KSC Lokeren     | Vlag van België                       | Jupiler League          | 8          | 0          | 1     | 0     | —      | —      | 9      | 0      |
| 2017/18         | Cape Town City  | Vlag van Zuid-Afrika                  | Premier Soccer League   | 18         | 4          | 3     | 1     | —      | —      | 21     | 5      |
| 2018/19         | Cape Town City  | Vlag van Zuid-Afrika                  | Premier Soccer League   | 14         | 5          | 4     | 0     | —      | —      | 18     | 5      |
| 2018/19         | → Esteghlal FC  | Vlag van Iran                         | Persian Gulf Pro League | 13         | 4          | 0     | 0     | 6      | 0      | 19     | 4      |
| 2019/20         | → Baniyas SC    | Vlag van Verenigde Arabische Emiraten | VAE Liga                | 9          | 1          | 5     | 1     | —      | —      | 14     | 2      |
| 2019/20         | → Foolad FC     | Vlag van Iran                         | Persian Gulf Pro League | 4          | 2          | 0     | 0     | 0      | 0      | 4      | 2      |
| Carrière totaal | Carrière totaal | Carrière totaal                       | Carrière totaal         | 203        | 37         | 26    | 4     | 11     | 1      | 240    | 42     |

## Interlandcarrière
Ayanda Patosi maakte op 11 oktober 2013 zijn debuut in het Zuid-Afrikaans voetbalelftal in een vriendschappelijke interland in en tegen Marokko (1–1 gelijkspel). Na een uur spelen verving hij Lerato Chabangu. Een halfjaar later maakte hij zijn eerste interlanddoelpunt in een oefenwedstrijd tegen Australië – dat zich voorbereidde op het wereldkampioenschap voetbal 2014 – dat wederom eindigde in een 1–1 gelijkspel. Op 13 juni 2015 speelde hij zijn eerste competitieve interland, een kwalificatieduel voor het Afrikaans kampioenschap voetbal 2017 tegen Gambia (0–0).
| 1 | 26 mei 2014     | Australië – Zuid-Afrika | 0 – 1 | 1 – 1 | Vriendschappelijk |
| 2 | 16 juni 2015    | Zuid-Afrika – Angola    | 2 – 1 | 2 – 1 | Vriendschappelijk |
| 3 | 11 oktober 2016 | Zuid-Afrika – Ghana     | 1 – 1 | 1 – 1 | Vriendschappelijk |